# Гражданка (Николаевская область)
Гражданка (укр. Гражданка) — село в Еланецком районе Николаевской области Украины.
Основано в 1926 году. Население по переписи 2001 года составляло 117 человек. Почтовый индекс — 55510. Телефонный код — 5159. Занимает площадь 0,42 км².

## Местный совет
55510, Николаевская обл., Еланецкий р-н, с. Ясногородка, ул. Спортивная, 17